# Leptobryum pyriforme
Leptobryum pyriforme là một loài Rêu trong họ Bryaceae. Loài này được (Hedw.) Wilson mô tả khoa học đầu tiên năm 1855.